# Walter Dorn
Walter Dorn (* 31. August 1891 in Preußisch Stargard in Westpreußen; † 8. Februar 1957 in Bremen) war ein deutscher Verleger.

## Biografie
Dorn war vor und im Ersten Weltkrieg bei der Kaiserlichen Marine und wurde zuletzt Marineoffizier. Er war 1918 Mitglied im Arbeiter- und Soldatenrat in Wilhelmshaven. 1920 wurde er aus dem Militärdienst entlassen und vertrat ab diesem Jahr in Bremen einen Berliner Verlag.
1923 gründete Dorn in Bremen-Horn den Walter Dorn Verlag, der wissenschaftliche und auch schöngeistige Literatur herausbrachte, u. a. Werke zur Raumplanung und zu Landkreisen in Niedersachsen, Biografien, kaufmännische Sachbücher und den großen Atlas Niedersachsen.
1926 gründete er zudem den Industrie- und Handelsverlag Walter Dorn, der u. a. Adressbücher und Firmenhandbücher verlegte.
Nach dem Zweiten Weltkrieg entstanden Tochterverlage in Bielefeld, Hamburg, Hannover und Frankfurt am Main.
Ebenfalls in der Nachkriegszeit hatte der Verlag, dem eine Großdruckerei angegliedert war, Mitte der 1950er Jahre seinen hannoverschen Sitz im Stadtteil Wülfel unter der seinerzeitigen Adresse Hildesheimer Chaussee 152.
Die beiden Verlage bestanden auch nach dem Tode von Dorn noch bis 1981.